# قطري بن الفجاءة
قطري بن الفجاءة (واسمه جعونة بن مازن التميمي)، (توفي 78 هـ وقيل 79 هـ / 697م)؛ من رؤساء الأزارقة (الخوارج) وأبطالهم. كان خطيباً فارساً شاعراً. استفحل أمره في زمن مصعب بن الزبير لمّا ولي العراق نيابة عن أخيه عبد الله بن الزبير.

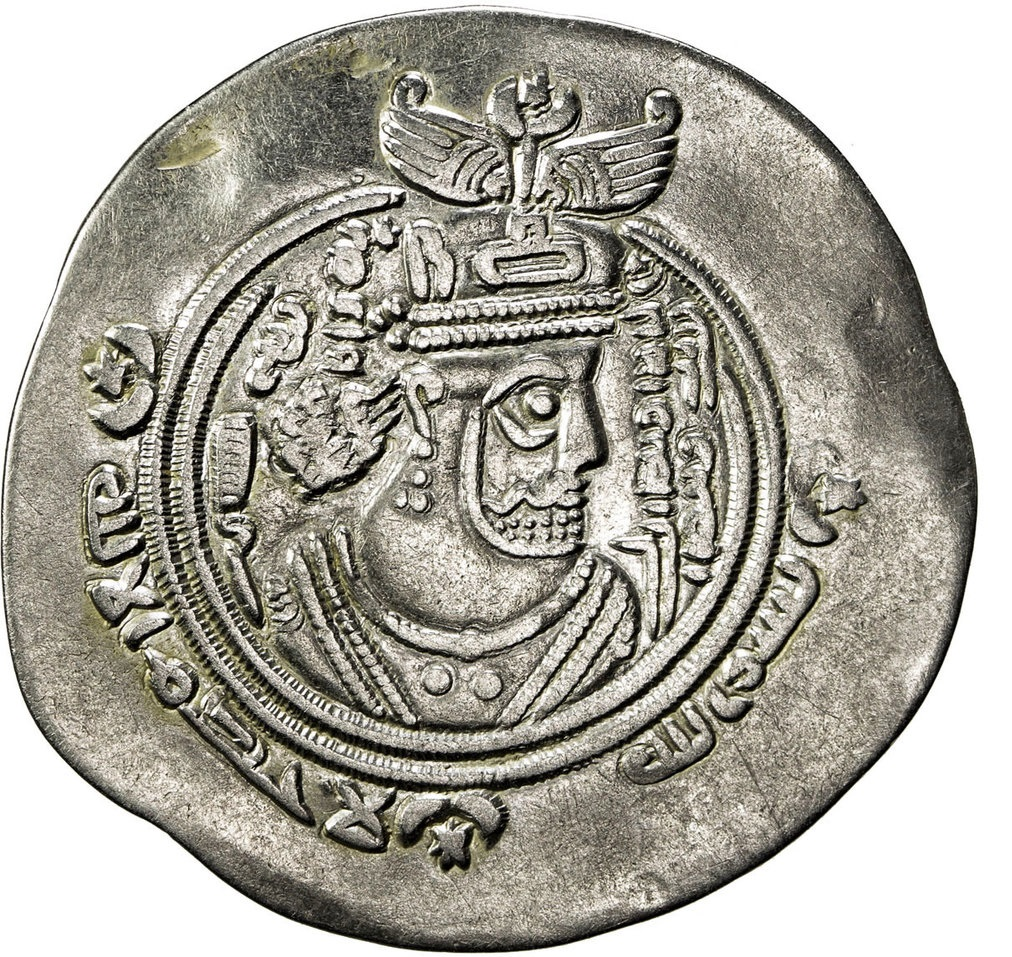
درهم سُك لقطري بن الفجاءة

## نسبه وكنيته وميلاده وإسمه
يرتفعُ نسبه إلى «مازن بن مالك بن عمرو بن تميم»، وكانت له كنيتان، كنية في السِّلْم وهي «أبو محمد»، وكنية في الحرب وهي «أبو نعامة»، ونعامة فرسه. والفجاءة لقبٌ لأبيه، لأنه كان غاب في اليمن زمنًا ثم أتى قومه فُجاءة، واسم أبيه هذا جَعْوَنَة بن يزيد بن زياد.
وقد ولد قطري في البادية عام 30هـ، ويذهب الدراسون إلى أن ميلاده كان بموضع بين البحرين وعُمان يقال له «الأعدان»، وهو المكان المعروف اليوم بالمعدان في الجنوب الشرقي من قرية الخوير في شمال دولة قطر. لكن الدارقطني ذكر في نسبه أنه قطري بن الفجاءة جعونة بن مازن بن يزيد بن زياد خنثر بن كابية بن حرقوص بن مازن بن مالك بن عمرو بن تميم، وهو ما يشي بأن لفظة قطري هي اسم صريح له، وليست نسبة لبلدة في السواحل الشرقية من الجزيرة العربية كما ذهب بعض المؤرخين.

## نشأته وصفاته
لا يُعرف عن ظروف النشأة الأولى لقطري بن الفجاءة شيء كثير، ذلك أن كُتَبَ التاريخ لم تلتفت إليه إلا بعد أن ذاع صيته وصار رأسًا من رؤوس الخوارج وواحدًا من أبرز فرسانهم وشعرائهم في حقبة متقدمة من حياته. فقد كان كما يقول ابن كثير: «من الفرسان الشجعان المذكورين المشهورين» وقال صاحب كتاب «سنا المهتدي» في وصفه:
| قطري بن الفجاءة | «كان طامَّة كبرى، وصاعقة من صواعق الدنيا في الشجاعة والقوة، وله مع المهالبة وقائع مدهشة، وكان عربيًا مقيمًا مغرمًا وسيدًا عزيزًا وشعره في الحماسة كثير». | قطري بن الفجاءة |

كان قطري فارسًا شجاعًا، وخطيبًا فصيحًا بليغًا، وشاعرًا مفلقًا مبينًا، وكان من أوائل أصحاب «نافع بن الأزرق»، الذي نسبت إليه طائفة الأزارقة من الخوارج الذين خرجوا على «الإمام علي»، رضي الله عنه، بعد واقعة التحكيم الشهيرة. ولما قُتل نافع بن الأزرق؛ بايع أتباعُه الذين عرفوا بالخوارج الأزارقة قطريَّ بن الفجاءة أميرًا عليهم، ولقبوه أمير المؤمنين وخليفة المسلمين.

## سيرته
بقي قطريّ ثلاث عشرة سنة يقاتل ويُسلّم عليه بالخلافة وإمارة المؤمنين، والحجاج بن يوسف يسيّر إليه جيشاً بعد جيش وهو يردهم ويَظهر عليهم. ولم يزل الحال بينهم كذلك حتى توجه إليه سفيان بن الأبرد الكلبي فظفر به وقتله في سنة 78 هـ، وكان المباشر لقتله سورة بن أبجر، وقيل أن قتله كان بطبرستان في سنة 79 هـ، وقيل عثر به فرسه فاندقت فخذه فمات، فأخذ رأسه فجيء به إلى «الحجاج».
حُكي عنه أنه خرج في بعض حروبه وهو على فرس أعجف وبيده عمود خشب فدعا إلى المبارزة فبرز إليه رجل فحسر له قطري عن وجهه فلما رآه الرجل ولّى عنه فقال له قطري إلى أين فقال لا يستحيي الإنسان أن يفر منك.

## أشهر قصائده

### أقولُ لها وَقَد طارَت شَعاعاً
وهي قصيدة ألقاها مخاطبا فيها نفسه قبل أن يُقتل على يد سفيان بن الأبرد الكلبي:
ويقول:
ويقول:

## مقتله
كانت له مع «المهلب بن أبي صفرة الأزدي» وقائع كثيرة، واجه فيها المهلبَ وأبناءه وقُوَّاد جيوشه، وبعد كر وفر حرب طويلة استطاع المهلب إزاحة قطري والذين معه من الأزارقة إلى أصفهان، وفي أرضها وأرض الأهواز وكرمان أقام قطري دولة وجبى الأموال، فاجتمعت إليه جموع كبيرة فقوي أمره، وصار يتطلع إلى الاستيلاء على البصرة.
وحاول المهلب كبح جماحه فراح يكاتب أهل «إصطخر» والقرى المجاورة سرًا فعلم قطري بهذه المكاتبات فهجم على إصطخر وهدمها على أهلها وأراد مثل ذلك بمدينة «فسا» فاشتراها منه أزاد مَرْد بن الهِرْبذ بمائة ألف درهم فلم يهدمها.
واستمر الصراع بين قطري وبين الأمويين، يرسلون إليه الجيوش، وهو صلب يستعصي عليهم بما أوتي من قوة وجسارة، غير أنه ما لبث أن هُزِمَ مرة هزيمة قاسية، دب الخلاف بعدها بين الأزارقة وانقسموا على قطري حتى ضعف أمره وانتهى بمقتله في معركة بينه وبين جيشٍ من جيوش الأمويين بقيادة «سفيان بن الأبرد الكلبي» وسانده جيش اخر بقيادة جعفر بن عبد الرحمن بن مخنف ، وكان الذي باشر قتل قطري سَوْرَة بن أبجر. ومال عدد من المؤرخين إلى ان قاتله هو جعفر بن عبد الرحمن بن مخنف وروى الطبري في حادثة مقتله ودعوة جعفر للذين يدعون قتله ان يحلفون بالله وانه كان يتقدمهم وضرب قطري بنفسه وقتله.
وكان ذلك سنة 78هـ. ثم أُخِذَ رأسه فجيء به إلى الحجاج. وقيل إن قتله كان بطبرستان في سنة تسع وسبعين، وقيل عَثَرَ به فرسه فاندقت فخذه فمات، فأُخِذَ رأسه فجيء به إلى الحجاج.

## رسالة الحجاج إلى قطري بن الفجاءة
فرد عليه قطري قائلا: